# Plandome Heights
Plandome Heights és una població dels Estats Units a l'estat de Nova York. Segons el cens del 2000 tenia 971 habitants.

## Demografia
Segons el cens del 2000, Plandome Heights tenia 971 habitants, 324 habitatges, i 268 famílies. La densitat de població era de 2.082,8 habitants per km².
Dels 324 habitatges en un 42% hi vivien nens de menys de 18 anys, en un 72,8% hi vivien parelles casades, en un 7,1% dones solteres, i en un 17% no eren unitats familiars. En el 15,1% dels habitatges hi vivien persones soles l'11,4% de les quals corresponia a persones de 65 anys o més que vivien soles. El nombre mitjà de persones vivint en cada habitatge era de 3 i el nombre mitjà de persones que vivien en cada família era de 3,33.
Per edats la població es repartia de la següent manera: un 28,6% tenia menys de 18 anys, un 5% entre 18 i 24, un 24,6% entre 25 i 44, un 27,8% de 45 a 60 i un 13,9% 65 anys o més.
L'edat mediana era de 40 anys. Per cada 100 dones de 18 o més anys hi havia 86,8 homes.
La renda mediana per habitatge era de 123.199 $ i la renda mediana per família de 142.088 $. Els homes tenien una renda mediana de 100.000 $ mentre que les dones 46.000 $. La renda per capita de la població era de 57.050 $. Entorn del 0,7% de les famílies i l'1,5% de la població estaven per davall del llindar de pobresa.